# جایزه بزرگ آفریقای جنوبی ۱۹۷۹
جایزه بزرگ آفریقای جنوبی ۱۹۷۹ (انگلیسی: ‎1979 South African Grand Prix‎) یک مسابقهٔ موتوری در رشتهٔ اتومبیل‌رانی فرمول یک بود که در تاریخ ۳ مارس ۱۹۷۹ در کیالامی واقع در استان ترانسفال، آفریقای جنوبی برگزار شد. این گراند پری در میان ۱۵ گراند پری در فصل ۱۹۷۹، مسابقهٔ شمارهٔ ۳ بود.
در این مسابقه که در ۷۸ دور و به مسافت ۳۲۰٫۱۱۲ کیلومتر (۱۹۸٫۹۰۸ مایل) برگزار شد، پول پوزیشن توسط ژان-پیر جابوی کسب شد و سریع‌ترین زمان برای طی یک دور پیست که برابر با ۱:۱۴٫۴۱۲ بود نیز توسط ژیل ویلنوو به ثبت رسید.
ژیل ویلنوو از تیم فراری، جودی شکتر از تیم فراری و ژان-پیر جاریه از تیم تایرل-فورد به‌ترتیب مقام‌های اول تا سوم مسابقه را کسب کردند.

## رده‌بندی قهرمانی پس از مسابقه
| جایگاه | راننده        | امتیاز |
| ------ | ------------- | ------ |
| ۱      | ژاک لافیت     | ۱۸     |
| ۲      | کارلوس روتمان | ۱۲     |
| ۳      | ژیل ویلنوو    | ۱۱     |
| ۴      | پاتریک دیپلر  | ۹      |
| ۵      | جودی شکتر     | ۷      |
| منبع:  |               |        |

| جایگاه | سازنده      | امتیاز |
| ------ | ----------- | ------ |
| ۱      | لیجیه-فورد  | ۲۷     |
| ۲      | فراری       | ۱۸     |
| ۳      | لوتوس-فورد  | ۱۷     |
| ۴      | تایرل-فورد  | ۷      |
| ۵      | مک‌لارن-فورد | ۴      |
| منبع:  |             |        |

یادداشت
- تنها پنج جایگاه نخست از هر رده‌بندی نمایش داده شده است.